# Смирнов, Николай Иванович (адмирал)
Никола́й Ива́нович Смирно́в (22 сентября (5 октября) 1917, деревня Робцово (Рубцово), Костромская губерния — 8 июля 1992, Москва, Россия) — советский военачальник, адмирал флота (1973). Герой Советского Союза (1984). Кандидат в члены ЦК КПСС (1971—1976). Депутат Верховного Совета СССР 8-11-го созывов (1970—1989).

## Довоенное время
Родился в семье крестьянина. Русский. Окончил два курса Ленинградского института инженеров промышленного строительства.
С октября 1937 года в Рабоче-Крестьянском Красном флоте, призван по спецнабору ЦК ВЛКСМ. Окончил Высшее военно-морское училище имени М. В. Фрунзе в 1939 году. С сентября 1939 года служил на Тихоокеанском флоте командиром боевой части подводной лодки Щ-125. В 1942 году окончил Учебный отряд подводного плавания Тихоокеанского флота, затем вернулся в свой экипаж на должность помощника командира подводной лодки. С апреля 1943 года командовал подводной лодкой «М-6», с ноября 1943 — подводной лодкой «М-115».

## Великая Отечественная война
В мае 1944 года Ставкой Верховного Главнокомандования было принято решение усилить Черноморский флот, частично восполнив его потери в подводных лодках. В числе других, в мае—июле 1944 года по железной дороге из Владивостока в Поти была доставлена и «М-115». На Чёрном море под командованием Н. И. Смирнова экипаж в кратчайшие сроки произвёл монтаж, восстановительный ремонт и наладку узлов после сборки субмарины, а затем и ходовые испытания с погружениями. Однако в сентябре 1944 года Германия потеряла свои последние военно-морские базы на Чёрном море и была вынуждена затопить все свои боевые корабли, после чего боевые действия Черноморского флота в Великой Отечественной войне завершились. Боевых походов выполнить не успел. За успешный ввод в строй субмарины Н. И. Смирнов был награждён своей первой наградой — орденом Отечественной войны 2-й степени.

## Послевоенное время

Могила Н. И. Смирнова на Новодевичьем кладбище Москвы.

После войны продолжал службу на Черноморском флоте. С октября 1945 года командовал подводной лодкой С-31. С октября 1947 года был начальником штаба дивизиона подводных лодок, с ноября 1949 года — командиром дивизиона подводных лодок. С декабря 1950 года — заместитель начальника и начальник отдела в Управлении боевой подготовки штаба Черноморского флота. С ноября 1953 года — командир 151-й бригады подводных лодок, с ноября 1954 — начальник штаба 21-й дивизии подводных лодок Черноморского флота. С июня 1956 по декабрь 1957 года — командующий подводными силами Черноморского флота, затем направлен на учёбу в академию.
В 1959 году окончил Военную академию Генерального штаба Вооружённых сил СССР. С ноября 1959 года — командующий подводными силами Балтийского флота. С июня 1960 года — начальник штаба Черноморского флота. С июня 1964 года — начальник оперативного управления — заместитель начальника Главного Штаба ВМФ СССР. С 10 марта 1969 года — командующий Тихоокеанским флотом. 5 ноября 1973 года Н. И. Смирнову присвоено воинское звание адмирал флота. С 11 сентября 1974 года — первый заместитель Главнокомандующего Военно-Морским флотом СССР.
Н. И. Смирнов внёс существенный вклад в развитие отечественного флота на основе передовых научных разработок, в особенности в снижение шумности подводных лодок. По его инициативе, совместно с академиком А. П. Александровым, в начале 80-х годов началась разработка компактной ядерной двигательной установки для торпеды, а к концу 80-х о готовности к созданию было доложено высшему военному и политическому руководству страны, было получено одобрение, однако реализовать разработку удалось лишь сравнительно недавно, в проекте Статус-6.
С марта 1988 года — военный инспектор-советник Группы генеральных инспекторов Министерства обороны СССР.
Член ВКП(б) с 1942 года. Кандидат в члены ЦК КПСС в 1971—1976 годах. Депутат Верховного Совета СССР 8-11-го созывов (1970—1989).
Последние годы жизни жил в Москве. Похоронен на Новодевичьем кладбище.

## Награды
- Герой Советского Союза (указ от 17 февраля 1984);
- орден Мужества (1999, посмертно);
- два ордена Ленина (1977, 1984);
- орден Красного Знамени (1958);
- орден Отечественной войны I степени (1985);
- орден Отечественной войны II степени (1945);
- орден Трудового Красного Знамени (1969);
- два ордена Красной Звезды (1953, 1966);
- орден «За службу Родине в Вооружённых Силах СССР» III степени (1975);
- медали СССР;
- иностранные награды:
  - Орден «За боевые заслуги» (МНР, 1971);
  - Орден «9 сентября 1944 года» 1-й степени с мечами (НРБ, 1974);
  - медали иностранных государств.

## Память
- Именем адмирала Смирнова названы улицы в городе Владивосток и на родине, в селе Парфеньево.
- В Москве, на фасаде дома в котором жил Н. И. Смирнов, установлена мемориальная доска.
- Установлен бронзовый бюст на Аллее Героев Советского Союза в городе Кострома.
- К 100-летнему юбилею адмирала флота Н. И. Смирнова при поддержке проекта «Сохранённая культура»[7][8] издана книга «Адмирал флота Смирнов — человек и флотоводец»[9].

## Высшие воинские звания
- контр-адмирал (18.02.1958)
- вице-адмирал (13.04.1964)
- адмирал (29.04.1970)
- адмирал флота (5.11.1973)